# Megachile demeter
Megachile demeter är en biart som beskrevs av Cockerell 1937. Megachile demeter ingår i släktet tapetserarbin, och familjen buksamlarbin. Inga underarter finns listade i Catalogue of Life.